# Luleå högre allmänna läroverk
Luleå högre allmänna läroverk var ett läroverk i Luleå verksamt från 1858 till 1968.

## Historia
En lägre lärdomsskola (apologistskola) fanns från 1821. Denna ombildades 1858 till ett elementarläroverk. 1878  blev skolan Luleå högre allmänna läroverk. Skolan kommunaliserades 1966 och namnändrades då till Hermelinsskolan. Studentexamen gavs från 1867 till 1968 och realexamen från 1907 till 1968.
Skolbyggnaden är från 1909 och ritades av Erik Lallerstedt, men har senare ombyggts. 